# تاتندورف
تاتندورف (بالألمانية: Tattendorf) هي بلدة تقع في منطقة بادن في النمسا السفلى.